# Jan-Olaf Immel
Jan-Olaf Immel, nemški rokometaš, * 14. marec 1976.
Leta 2004 je na poletnih olimpijskih igrah v Atlanti v sestavi nemške reprezentance osvojil srebrno olimpijsko medaljo.